# Liste der Kreisstraßen im Landkreis Passau
Die Liste der Kreisstraßen im Landkreis Passau ist eine Auflistung der Kreisstraßen im bayerischen Landkreis Passau mit deren Verlauf. 

## Abkürzungen
- DEG: Kreisstraße im Landkreis Deggendorf
- FRG: Kreisstraße im Landkreis Freyung-Grafenau,
- PA: Kreisstraße im Landkreis Passau
- PAN: Kreisstraße im Landkreis Rottal-Inn
- PAs: Kreisstraße in der kreisfreien Stadt Passau
- St: Staatsstraße in Bayern.

## Liste
Nicht vorhandene bzw. nicht nachgewiesene Kreisstraßen werden in Kursivdruck gekennzeichnet, ebenso Straßen und Straßenabschnitte, die unabhängig vom Grund (Herabstufung zu einer Gemeindestraße oder Höherstufung) keine Kreisstraßen mehr sind.
Der Straßenverlauf wird in der Regel von Nord nach Süd und von West nach Ost angegeben.
| Nr. PA | Verlauf |
| ------ | --- |
| PA 1   | St 2323 – Hörmannsberg – Tiefenbach – Schwaiberg – Oberjacking – Landkreisgrenze – (PAs 1 in Passau) |
| PA 2   | St 2128 in Büchlberg – Hitzing – Schmiding – Thyrnau – PA 40 – St 2132/St 2319 |
| PA 3   | (FRG 48 im Landkreis Freyung-Grafenau) – Landkreisgrenze – PA 80 – PA 44 |
| PA 4   | St 2117/St 2119 – Kamm – Vorderschloß – PA 13 – PA 12 – Würfelsdobl – Holzhammer – PA 90 – St 2118 in Fürstenzell |
| PA 5   | St 2618 – Pfenningbach – Neukirchen am Inn – PA 11 – PA 28 – Niederreisching – PA 6 – Aubach – St 2119 |
| PA 6   | St 2119 – Wiesen – PA 5 |
| PA 7   | St 2110 – PA 11 – Höch – PA 14 – Eglsee – PA 28 – Krottenberg – St 2119 – Sulzbach am Inn – St 2619 – Zeintimühle – Hartham – /St 2110 |
| PA 8   | PA 9 in Engertsham – Pemelöd – Lachham – Wartmanning – Kurzholz – Holzhäuser – PA 10 – Kleeberg – Wollstorf – St 2117 in Unterschwärzenbach |
| PA 9   | St 2118 – PA 23 – Reuth – Bad Höhenstadt – PA 10 – Obersulzbach – PA 8 – St 2119 in Engertsham |
| PA 10  | St 2119 in Aspertsham – Kermating – Bad Höhenstadt – PA 9 – Grund – Niederhofen – Steinwies – Hausmanning – PA 55 – Kleeberg – PA 8 – Hötzling – Trostling – St 2619 in Ruhstorf an der Rott                                                      |
| PA 11  | PA 39 in Ratzing – Haid – Steinhügl – PA 12 – Jägerwirth – PA 90 – St 2118 – Gföhret – Kleingern – Untereichet – St 2618 – Kurzeichet – PA 5 – Neukirchen am Inn – Kälberbach – Fürstdobl – PA 7 – Schmelzing – St 2110 in Straß                  |
| PA 12  | PA 4 – PA 12 – PA 11 in Jägerwirth |
| PA 13  | – PA 39 – PA 37 – Galla – Hilking – PA 4 – Hinterhainberg – Ortenburg – St 2119 |
| PA 14  | PA 7 – Rothof – St 2110 |
| PA 15  | St 2110 – Niederschärding – Neuhaus am Inn – PA 16 – St 2119 – Weihmörting – St 2110 in Mittich |
| PA 16  | PA 15 in Neuhaus am Inn – St 2119 in Neuhaus am Inn |
| PA 17  | (FRG 54 im Landkreis Freyung-Grafenau) – Landkreisgrenze – St 2321 – Voglöd – Prag – Ramling – St 2128 in Kalteneck |
| PA 18  | St 2083 in Lindach – Jaging – Oberiglbach – St 2117 – Kettenham – St 2127 – Wurmaign – PA 78 in Parschalling |
| PA 19  | (jetzt St 2128) (FRG 33 im Landkreis Freyung-Grafenau) – Landkreisgrenze – Museumsdorf Bayerischer Wald – Rothau – Tresdorf – St 2127 in Tittling                                                                                                 |
| PA 20  | in Großthannensteig – PA 92 – Witzingerreut – Büchlberg – St 2128 – Reitberg – Tannöd – Hütten – Wurmeck – St 2128 – Kamping – Witzmannsberg – Salzweg – Angl – Landkreisgrenze – (PAs 20 in Passau)                                              |
| PA 21  | (FRG 10 im Landkreis Freyung-Grafenau) – Landkreisgrenze – Bärnreuth – PA 34 – Eberhardsberg – St 2128 |
| PA 22  | PA 39 in Sandbach – PA 37 – Voglarn – PA 12 in Jägerwirth |
| PA 23  | St 2119 in Steinbach – Ausham – Loipertsham – St 2118 – PA 9 |
| PA 24  | in Erlau – Haar – Noltau – PA 89 – Rackling – St 2319 – St 2320 in Schaibing |
| PA 25  | St 2126 – Eging am See – Harmering – Reuthenfurth – Fürstenstein – St 2127 – Oberpolling – Raming – Kapfham – Stockreuth – PA 93 – Pilling – Neukirchen vorm Wald – PA 93 – Neppersdorf – St 2128                                                 |
| PA 26  | St 2126/St 2127 – Aicha vorm Wald – Wiesing – Niederham – Rötzing – Boderding – Kirchberg vorm Wald – PA 95 – St 2323 – Oberndorf – Reisach – Buch – Landkreisgrenze – (PAs 26 in Passau)                                                         |
| PA 27  | PA 32 in Loizersdorf – Rappenhof – St 2127 – Gatzerreut – Pfefferhof – Ilzrettenbach – Kafering – Spitzendorf – Enzersdorf – Witzmannsberg – St 2128 in Farnham                                                                                   |
| PA 28  | PA 5 – Grünet – Eglsee – PA 7 – Dorfreuth – St 2110 – Vornbach – Schloss Vornbach/Kloster Vornbach |
| PA 29  | in Kemmühle – Kellberg – St 2319 in Fattendorf |
| PA 30  | (PAs 30 in Passau) – – Landkreisgrenze – (PAs 30 in Passau) |
| PA 32  | (FRG 7 im Landkreis Freyung-Grafenau) – Landkreisgrenze – Schneidermühle – Loizersdorf – PA 27 – Hörmannsdorf – |
| PA 33  | (FRG 40 im Landkreis Freyung-Grafenau) – Landkreisgrenze – Kollnberg – Thurmannsdorf – Landkreisgrenze – (FRG 40 im Landkreis Freyung-Grafenau)                                                                                                   |
| PA 34  | (FRG 17 im Landkreis Freyung-Grafenau) – Landkreisgrenze – Denkhof – PA 92 – Windpassing – Wotzing – PA 21 |
| PA 36  | St 2126 in Rabzing – St 2323 in Wilmerting |
| PA 37  | St 2119 – Maierhof – Holzkirchen – Galla – PA 13 – PA 22 |
| PA 38  | PA 40 – Pfaffenreut – Saxing – Haunersdorf – St 2320 |
| PA 39  | PA 13 – Sandbach – PA 22 – PA 11 – Ratzing – Seestetten – |
| PA 40  | PA 2 in Thyrnau – St 2132 – Mitteröd – Kaindlmühle – Haag – Windpassing – Aufeld – Jahrdorf – St 2320 – Ruhmannsdorf – PA 49 – Germannsdorf – PA 38 – Spechting – PA 48                                                                           |
| PA 41  | (FRG 11 im Landkreis Freyung-Grafenau) – Landkreisgrenze – |
| PA 42  | (FRG 36 im Landkreis Freyung-Grafenau) – Landkreisgrenze – St 2128 in Hauzenberg |
| PA 43  | St 2128 in Oberkümmering – Niederkümmering – St 2132 in Oberdiendorf |
| PA 44  | (FRG 3 im Landkreis Freyung-Grafenau) – Landkreisgrenze – Sonnen – St 2128 – PA 3 – PA 46 – PA 45 – PA 47 – Kasberg – Wegscheid – Hartmannsreut – Eidenberg – PA 53                                                                               |
| PA 45  | (FRG 51 im Landkreis Freyung-Grafenau) – Landkreisgrenze – Oberneureuth – St 2128 – Niederneureuth – Krinning – PA 49 – Kleinrathberg – PA 44 |
| PA 46  | PA 44 – St 2130 in Thalberg |
| PA 47  | PA 44 – Schönau – Hochwinkl – PA 48 – Thurnreuth – Kailing – Wildenranna – |
| PA 48  | PA 47 in Hochwinkl – Kohlstatt – PA 40 – Brunnreut – Kroding – Gotting – PA 88 – St 2320 |
| PA 49  | PA 45 – Wehrberg – Kinatöd – Mahd – PA 40 in Germannsdorf |
| PA 50  | in Untergriesbach – Lämmersdorf – Ramesberg – PA 51 – Kronawitten – Gottsdorf – Staatsgrenze – (1540 in Oberösterreich, Österreich) |
| PA 51  | in Obernzell – Kohlbachmühle – Grünau – Jochenstein – Riedenhof – PA 50 – Gottsdorf – Linden – |
| PA 52  | (jetzt PA 51) – Linden – Gottsdorf – PA 50 – Riedenhof – PA 51 in Jochenstein |
| PA 53  | – Maierhof – PA 44 – Kappel – Staatsgrenze – (584 in Oberösterreich, Österreich) |
| PA 54  | St 2118 in Mitterdorf – Steindorf – Sicking – PA 10 in Grund |
| PA 55  | St 2118 in Reutern – Niederreutern – Hundshaupten – St 2117 – Neuhofen – Hader – PA 10 |
| PA 56  | in Pocking – Schlupfing – Oberindling – PA 57 – Niederindling – St 2110 in Hartkirchen |
| PA 57  | / – Königswiese – Niederindling – PA 56 |
| PA 58  | /St 2117 in Pocking – Angering – Bad Füssing – St 2110 in Würding |
| PA 59  | /St 2116 – Voglarn – Aigen am Inn – PA 62 – Irching – PA 61 – PA 60 – Egglfing am Inn – St 2110/St 2117 |
| PA 60  | in Tutting – Kirchham – Zanklöd – PA 61 – PA 59 in Egglfing am Inn |
| PA 61  | PA 60 in Zanklöd – PA 59 in Irching |
| PA 62  | St 2116 in Rotthalmünster – Auretsdobl – Schambach – Hart – PA 59 in Aigen am Inn |
| PA 63  | – Gerau – Kühnham – PA 64 – Steindorf – Buch – Wurmstorf – Eggenberg – St 2110 |
| PA 64  | (PAN 13 im Landkreis Rottal-Inn) – Landkreisgrenze – Volkertsham – Hellham – PA 69 – Maierhof – St 2110 – Penning – Wopping – Schalkham – PA 66 – Wangham – PA 63 – PA 65 – Eggersham – St 2117 in Pocking                                        |
| PA 65  | PA 64 – Doblham – Brunnader – (Schönburg) – Thalling – Felding – St 2110 in Kirchham |
| PA 66  | PA 64 in Schalkham – Weihmörting – Baderöd – St 2116 |
| PA 67  | PA 68 – Thurn – Oberwesterbach – PA 69 – Hirla – Naglmühle – St 2110 in Pattenham |
| PA 68  | (PAN 12 im Landkreis Rottal-Inn) – Landkreisgrenze – Kößlarn – St 2110 – PA 69 – Schmidöd – PA 67 – Landkreisgrenze – (PAN 9 im Landkreis Rottal-Inn)                                                                                             |
| PA 69  | PA 64 in Maierhof – Asbach – Priel – Rucking – Neugertsham – PA 72 – Thanham – Leithen – Kößlarn – St 2110 – PA 68 – Brunndobl – Preising – Kohlleiten – Spielberg – Oberwesterbach – PA 67 – Neuwimm – Halmstein – Jetzenau – St 2116 in Nündorf |
| PA 71  | (PAN 14 im Landkreis Rottal-Inn) – Landkreisgrenze – Rottdobl – PA 72 – Parzham – Kurzholz – St 2116 |
| PA 72  | PA 74 – Schnellertsham – Niederwang – Sicking – Weng – PA 71 – Parzham – Aicha im Tal – Landkreisgrenze – (PAN 19 im Landkreis Rottal-Inn) – Landkreisgrenze – PA 69                                                                              |
| PA 73  | St 2116 – Bad Griesbach im Rottal – Aunham – Afham – Karpfham – |
| PA 74  | St 2324 in Kroißen – Haarbach – PA 75 – Riedertsham – Hötzenham – PA 72 – Unteruttlau – Gießhübl – Lederbach – St 2116 |
| PA 75  | St 2116 – Reisbach – Hofstetten – Rainding – PA 79 – Sammarei – PA 78 – Sachsenham – PA 76 – Niederham – Haarbach – PA 74 – Riedertsham – Winkl – Schmelzenholzham – Lerchen – Landkreisgrenze – (PAN 3 im Landkreis Rottal-Inn)                  |
| PA 76  | PA 75 – Bergham – Sankt Salvator – St 2116 – Zehentreith – St 2117 |
| PA 77  | (PAN 22 im Landkreis Rottal-Inn) – Landkreisgrenze – St 2324 in Wolfakirchen |
| PA 78  | (PAN 18 im Landkreis Rottal-Inn) – Landkreisgrenze – Obertillbach – St 2324 – Untertillbach – Aicha – Oberham – Ledering – Moos – PA 18 – Parschalling – PA 79 – Sammarei – Wies – PA 75                                                          |
| PA 79  | PA 78 in Parschalling – PA 75 in Rainding |
| PA 80  | PA 3 – St 2128 in Breitenberg |
| PA 81  | St 2324 in Aunkirchen – Karglöd – Eck – Aidenbach – St 2117 – St 2324 in Beutelsbach |
| PA 82  | St 2108 – Landkreisgrenze – (PAN 42 im Landkreis Rottal-Inn) – Landkreisgrenze – Haidenburg – Schöfbach – St 2109 in Aidenbach |
| PA 83  | (DEG 36 im Landkreis Deggendorf) – Landkreisgrenze – PA 84 – PA 85 – PA 87 – Kehrwisching – Waizenbach – PA 86 in Vilshofen an der Donau |
| PA 84  | (DEG 37 im Landkreis Deggendorf) – Landkreisgrenze – Hütter – PA 83 – St 2083 |
| PA 85  | PA 83 – Walchsing – St 2083 in Aldersbach |
| PA 86  | in Pleinting – Alkofen – Pleckental – Hördt – Vilshofen an der Donau – PA 83 – /St 2119 |
| PA 87  | PA 86 in Alkofen – PA 83 – Schönerting – St 2083 |
| PA 88  | PA 48 – Kinzesberg – Unterötzdorf – Oberötzdorf – in Ficht |
| PA 89  | PA 24 – Ödstadl – Niedernhof – in Obernzell |
| PA 90  | PA 11 – Scheuereck – PA 4 |
| PA 92  | PA 34 in Germannsberg – Obermühle – PA 20 |
| PA 93  | St 2127 – Wiening – PA 25 – Weiding – PA 25 – St 2128 – Ilzbrücke – St 2128 – in Hutthurm |
| PA 94  | (DEG 39 im Landkreis Deggendorf) – Landkreisgrenze – Kapfham – Koller – /St 2119 |
| PA 95  | St 2125 in Windorf – Oberhart – St 2318 – Walding – Atzing – Ebersberg – Rettenberg – PA 26 in Kirchberg vorm Wald |

## Quelle
OpenStreetMap: Landkreis Passau – Landkreis Passau im OpenStreetMap-Wiki